# Bernardo Kucinski
Bernardo Kucinski (* 1937 in São Paulo) ist ein brasilianischer Journalist und war bis 2012 Professor für Internationalen Journalismus an der Universität von São Paulo (Universidade de São Paulo, USP) sowie Autor. Während der brasilianischen Militärdiktatur (1964–1985) ging Kucinski ins Exil nach London, wo er unter anderem bei der BBC arbeitete. Im Jahr 1974 kehrte er nach Brasilien zurück, nachdem seine Schwester Ana Rosa Kucinski 1974 von den Sicherheitsorganen verschleppt wurde und fortan als vermisst gilt. In der ersten Legislaturperiode des linken Ex-Präsidenten Luiz Inácio Lula da Silva (2002–2006) von der linken Partei der Arbeiter, Partido dos Trabalhadores (PT), war Kucinski dessen persönlicher Berater in Pressefragen. Bernardo Kucinski engagierte sich in der PT seit deren Gründung im Jahr 1980.

## Herkunft
Bernardo Kucinski entstammt einer jüdisch-polnischen Familie. Sein Vater, Meier (Majer) Kucinski war 1904 im polnischen Włocławek geboren, das damals zum russischen Zarenreich gehörte. Dieser engagierte sich in jungen Jahren politisch und verbrachte im Polen der 1930er Jahre wegen subversiver Aktivitäten und der Gründung der marxistisch-zionistischen Organisation Poalei Zion zwei Jahre im Gefängnis. Unter der Bedingung, das Land zu verlassen, wurde er freigelassen und ging 1933 nach São Paulo ins Exil. Die Mutter von Bernardo Kucinski, Esther Kucinski, folgte zwei Jahre später im Jahr 1935. Die Familie des Vaters überlebte den Holocaust größtenteils durch Flucht. Dessen Eltern sowie sieben der neun Brüder zogen nacheinander nach São Paulo. Die Familie der Mutter, die Mayerczacs, wiederum wurde fast vollständig in den deutschen Vernichtungslagern ermordet. Einzig sein Cousin Bennik, der in der Roten Armee kämpfte und seine Tante Hanna Mayerczak überlebten und siedelten anschließend nach Israel über.

## Kindheit und Jugend in São Paulo
Kucinski wuchs im Norden von São Paulo auf, abseits der traditionell von Juden bewohnten Stadtteile wie dem Bom Retiro im Zentrum. Sein Vater hatte ein Kleidungsgeschäft bei dem B. Kucinski bereits mit jungen Jahren gelegentlich aushalf. Kucinskis Erziehung war nicht religiös. Stattdessen nahm er ab dem 12. Lebensjahr an Treffen der Dror, einer zionistisch-sozialistischen Jugendorganisation, teil und wurde immer mehr mit der hebräischen Sprache vertraut.

## Israel und Leben im Kibbuz (1959–1961)
Nach Abschluss des Gymnasiums ging Kucinski 1959 im Alter von 21 Jahren mit Freunden nach Israel. Dort wurden sie im Kibbuz Erez im Südwesten Israel untergebracht und arbeiteten vor allem in der Landwirtschaft. Nicht einmal zwei Jahre später aber kehrte er nach São Paulo zurück, da seine Mutter an Krebs erkrankt war und die Familie seine Unterstützung brauchte. Die Mutter starb noch im gleichen Jahr. Kucinski berichtet heute, wie ein Schweigen die Familie überzog und sich der Vater zunehmend der jiddischen Sprache und Kultur zuwandte. Er organisierte Treffen jiddischsprachiger Schriftsteller und erarbeitete sich einen Ruf als herausragender Kritiker jiddischer Literatur. Darin, so der Sohn in einem Interview, habe eine besondere Ironie gelegen. „Er kümmerte sich mehr um eine tote Sprache als um lebende Menschen.“

## Engagement und Exil (1961–1974)
Nach dem Tod seiner Mutter im Jahr 1961 begann Bernardo Kucinski ein Physikstudium an der Universität von São Paulo und engagierte sich in der Studentenbewegung. Zu Beginn der Militärdiktatur (1964–1985) wurde er im Zuge eines Streiks wegen ausstehender Löhne in einer metallverarbeitenden Fabrik, wo er als Industriezeichner arbeitete, verhaftet und verbrachte einen Tag in den Zellen der Sicherheitspolizei, dem „Departamento de Ordem Política e Social“ (DOPS). Zu jener Zeit schrieb Kucinski bereits für Zeitungen. Im Zuge seiner Mitarbeit an zwei couragierten Reportagen für die Zeitschrift „VEJA“ über Folterstandorte des Militärregimes sah sich Kucinski aufgrund des gewachsenen Drucks gezwungen, das Land zu verlassen. 1970 ging er mit seiner Frau ins Exil nach London. Dort arbeitete er für die BBC, den in London erscheinenden „Latin America Newsletter“ sowie für einige brasilianische Zeitungen.

## Zäsur: Ende des Exils und der Mord an Kucinskis Schwester (1974)
Kucinski gilt heute in Brasilien nicht nur als kritischer Journalist und Medienspezialist. Vielmehr ist er eine wichtige Stimme der Angehörigen der „Desaparecidos“ – Menschen, die in der Zeit der brasilianischen Militärdiktatur (1964–1985) gefangen genommen oder verschleppt wurden und seitdem als vermisst gelten. Dieses Schicksal widerfuhr Kucinskis Schwester Ana Rosa Kucinski Silva. Diese hatte sich Ende der 1960er Jahre einer Widerstandsgruppe, der Açao Libertadora Nacional (Nationale Befreiungsaktion) angeschlossen, wurde 1974 festgenommen und seither vermisst. Durch den plötzlichen Besuch seines Vaters im Jahr 1974 in London erfuhr Kucinski vom Verschwinden seiner Schwester. Im gleichen Jahr kehrte er aus dem Exil zurück. Die Suche der Familie nach Ana Rosa Kucinski ergab nur einen Anhaltspunkt. Im Archiv der Sonderpolizei São Paulos (DOPS), fand sich einzig der Aktenvermerk „festgenommen am 22 April 1974 in SP“. 
Erst im Mai 2012 erregte das in einer Reportage veröffentlichte Geständnis eines pensionierten Offiziers großes Aufsehen. Darin eröffnete der ehemalige Militär, dass die Leiche von Ana Rosa Kucinski zusammen mit zehn weiteren im Ofen einer Zuckerrohrbrennerei verbrannt worden sei. Über die Suche seines Vaters nach seiner Schwester hatte Kucinski 2011 den preisgekrönten Roman K. geschrieben.

## Nach 1974 – Leben für den Journalismus
Nach seiner Rückkehr aus dem englischen Exil im Jahr 1974 schrieb Kucinski fortan als Korrespondent für die britischen Zeitungen The Guardian, Euromoney und Latin America Political Report sowie für den in New York erscheinenden Lagniappe Letter. Zudem arbeitete er in der Redaktion der brasilianischen Zeitung Ciência Hoje. Zu dieser Zeit erwarb er sich einen Ruf als streitbarer Journalist. 1986 übernahm er eine Lehrtätigkeit an der USP und bekam 1991 den Doktortitel für seine wissenschaftliche Arbeit über die alternative Presse Brasiliens zwischen 1964 und 1980 verliehen. An der USP war er bis 2012 Dozent für Journalismus. Für sein Werk „Jornalismo Econômico“ („Wirtschaftsjournalismus“, erschienen 1996) wurde er 1997 mit dem bedeutendsten brasilianischen Literaturpreis, dem „Prêmio Jabuti“, in der Kategorie Wirtschaft und Recht ausgezeichnet. 
Für die brasilianische Arbeiterpartei, PT, in der sich Kucinski seit deren Gründung 1980 engagierte, war er teilweise für dessen landesweiten Rundbrief verantwortlich. Seit Beginn des Wahlkampfs um die Präsidentschaft im Jahr 1998 erarbeitete Kucinski im Auftrag des linken Kandidaten Luiz Inácio Lula da Silva (PT) tägliche Presseeinschätzungen und Empfehlungen für den Umgang mit den Medien. In der Buch-Veröffentlichung „Cartas Ácidas da Campanha do Lula de 1998“ (etwa: „Bissige Briefe aus Lulas Wahlkampf von 1998“) brachte er im Jahr 2000 mit bereits kritischer Distanz zum Politikbetrieb einen Einblick in die Welt um Macht und Medien heraus. Durch Lulas Sieg 2002 wurde Kucinski zu dessen Sonderstaatssekretär für Soziale Kommunikation (Comunicação Social). In Folge politischer Divergenzen verließ Kucinski diesen Posten im Jahr 2006 und kehrte vollends an die Universität zurück, wo er bis 2012 lehrte. Heute gilt er als einer der erfahrensten und meist respektierten Journalisten Brasiliens.

## 2011 – Romandebüt „K.“
Für weltweite Beachtung und hohe Anerkennung sorgte im Oktober 2011 sein Romandebüt K. In diesem stark familienbiographischen Roman erzählt er die Geschichte des aus Polen stammenden jüdischen Einwanderers K, der sich im Brasilien von 1974 auf die Suche nach seiner vermissten Tochter begibt. Er kann jedoch nur in Erfahrung bringen, dass sie im Kampf gegen die Militärdiktatur einer militanten Untergrundbewegung angehört hatte und festgenommen wurde.
Als Auszeichnung für dieses Werk erhielt Kucinski im November 2012 im Rahmen der Preisverleihung des in der portugiesischsprachigen Welt herausragenden „Prêmio Portugal Telecom de Literatura“ die Besondere Erwähnung der Jury – eine Kategorie, die für Kucinskis K. eingerichtet wurde. Zuvor kam Kucinski im September beim Prêmio São Paulo de Literatura in der Kategorie „Bestes Buch des Jahres – Romandebüt“ unter die vier Finalisten und wurde beim Concurso Internacional de Literatura 2012 des Brasilianischen Schriftstellerverbandes in der Kategorie Roman mit dem 2. Platz sowie der Besonderen Erwähnung der Jury geehrt. Die Zweitauflage des Romans folgte bereits im März 2012, die Drittauflage im September 2013; eine englische und spanische Fassung erschienen Anfang 2013, die deutsche Fassung im August 2013 beim Transit Buchverlag.

## Publikationen

### Publikationen in Brasilien
- Fome de Lucros, São Paulo, Editora Brasiliense, 1977.
- A Ditadura da Dívida, São Paulo, Editora Brasiliense, 1987.
- O que são Multinacionais, São Paulo, Editora Brasiliense, 1991.
- Jornalistas e Revolucionários, São Paulo, Edusp, 1991.
- Jornalismo Econômico, São Paulo, Edusp, 1996.
- A Síndrome da Antena Parabólica, São Paulo, Editora Fundação Perseu Abramo, 1998.
- Cartas Ácidas da Campanha de Lula de 1998, São Paulo, Ateliê Editorial, 2000.
- O Fim da Ditadura Militar, São Paulo, Contexto, 2001.
- Jornalismo na era virtual, São Paulo, UNESP, 2005.
- Diálogos da Perplexidade, São Paulo, Editora Fundação Perseu Abramo, 2009.
- K., São Paulo, Expressão Popular, 2011.

### Publikationen im Ausland
- Pau de Arara, La Violence Militaire au Brézil, Paris, Cahiers Libres, 1971.
- Brazil: State and Struggle, London, Latin America Bureau, 1982.
- The Debt Squads, London, Zed Books Ltd, 1988.
- Brazil – Carnival of the Oppressed, London, Latin American Bureau, 1995.
- Lula and The Workers´ Party in Brazil, London, Latin America Bureau, 2003.
- Las tres muertes de K., Barcelona, Rayo Verde, 2013.
- K, London, Latin American Bureau, 2013.
- K. oder Die verschwundene Tochter, Berlin, Transit-Verlag, 2013.

## Preise, Finalist
- 1997: Prêmio Jabuti, Kategorie Wirtschaft, Management, Business, Recht für Jornalismo Econômico, Edusp, São Paulo, SP
- 2002: Prêmio Dom Helder Câmara, Kategorie Online-Journalismus, Preis des brasilianischen Journalistenverbands für seine Artikel im Magazin Carta Maior
- 2010: Prêmio João Ferrador für Journalismus, Preis der Gewerkschaft der Metallarbeiter São Paulo
- 2012: „Prêmio Portugal Telecom de Literatura“ 2012 in der Kategorie Roman. Unter den vier Finalisten und Besondere Erwähnung der Jury (Menção Honrosa), Kategorie, die für Kucinskis K. zum ersten Mal vergeben wurde. (November 2012)
- 2012: „Concurso Internacional de Literatura“ 2012 des Brasilianischen Schriftstellerverbandes (União Brasileira de Escritores, UBE), Sektion Rio de Janeiro, in der Kategorie Roman. 2. Platz und die Besondere Erwähnung der Jury (Menção Honrosa)
- 2012: „Prêmio São Paulo de Literatura“ in der Kategorie Bestes Buch des Jahres – Romandebüt, unter den zehn Finalisten (September 2012)
- „Prêmio Machado de Assis de literatura 2012“ in der Kategorie Roman. Preis der Nationalbibliothek. Unter den  Finalisten. (Dezember 2012)